# Lukovo (Raška)
Lukovo (Servisch cyrillisch Луково) is een plaats in de Servische gemeente  Raška. De plaats telt 38 inwoners (2002).